# Guàrdia Roja (Finlàndia)
La Guàrdia Roja (en finès: Punakaarti) va ser una milícia finlandesa composta de revolucionaris socialistes i socialdemòcrates, que va ser derrotada en la Guerra Civil finlandesa el 1918. El nombre d'efectius de la Guàrdia Roja en els inicis ascendia a 30.000 homes i cap a la meitat del conflicte va aplegar el màxim d'efectius (entre 90.000 i 120.000). La seva base d'operacions era el sud de Finlàndia, formant l'anomenada República Socialista dels Treballadors de Finlàndia, governada pel Consell Popular de Finlàndia. Va estar en el poder des del 28 de gener de 1918 fins a finals d'abril del mateix any.
El lideratge de la Guàrdia Roja va variar durant la guerra: Ali Aaltonen, Eero Haapalainen, Eino Rahja i, al final, Kullervo Manner.

## Galeria fotogràfica

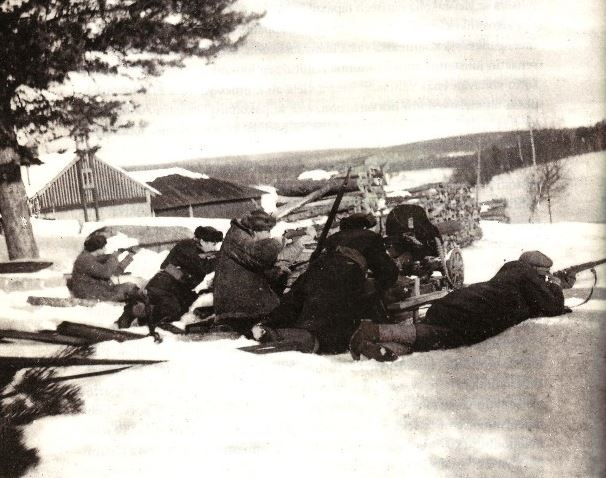
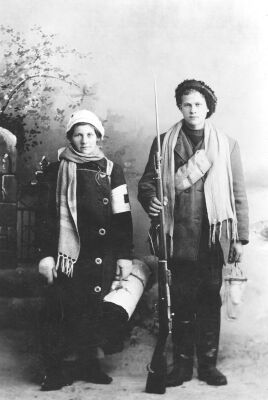
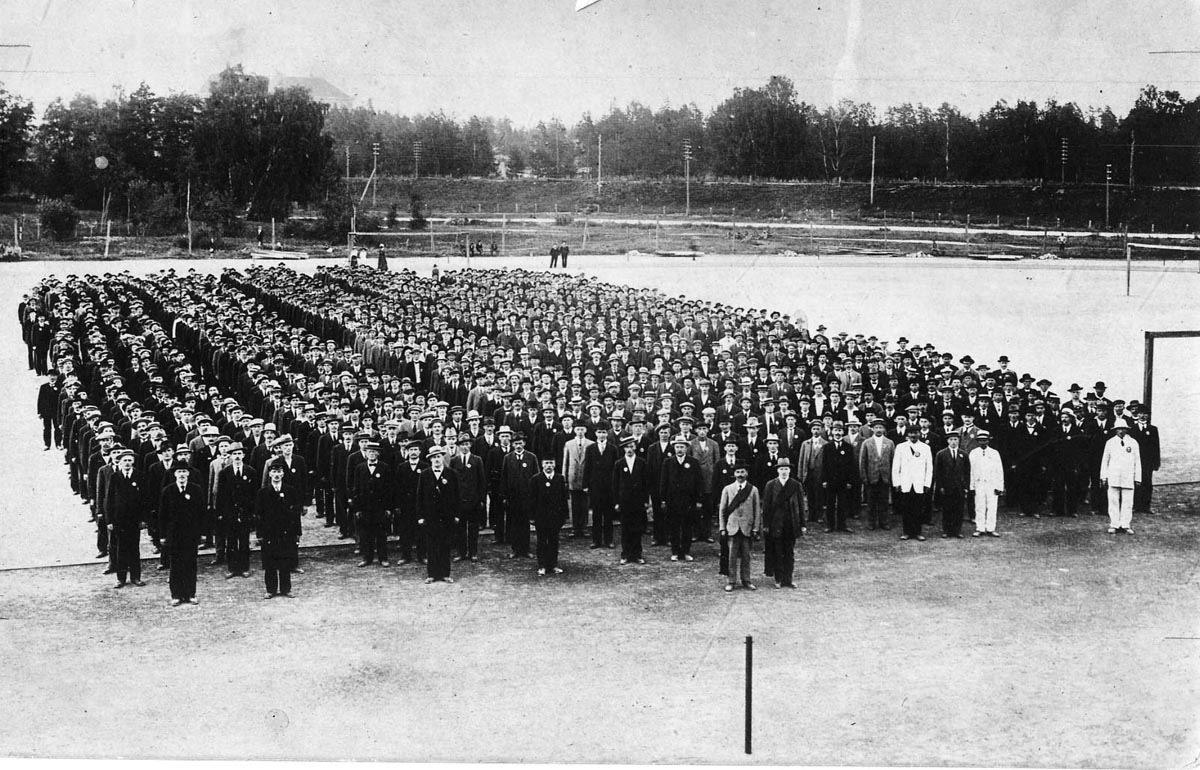
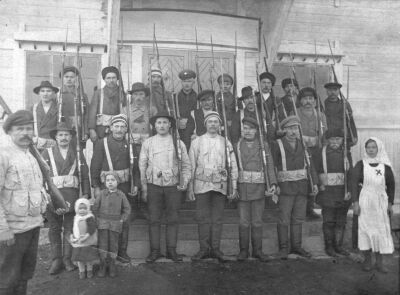
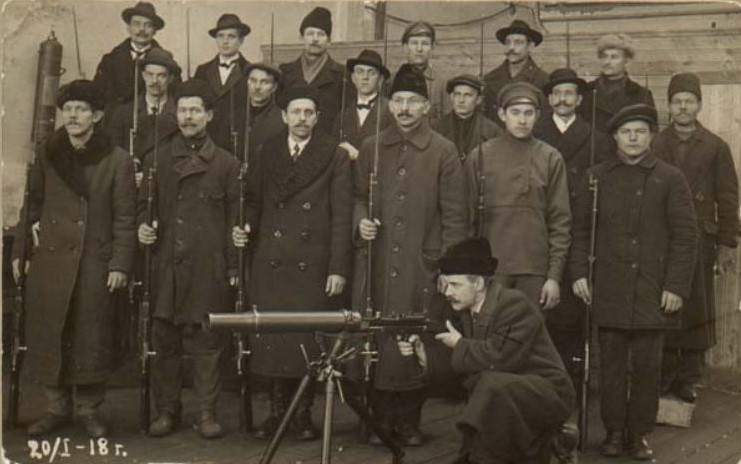
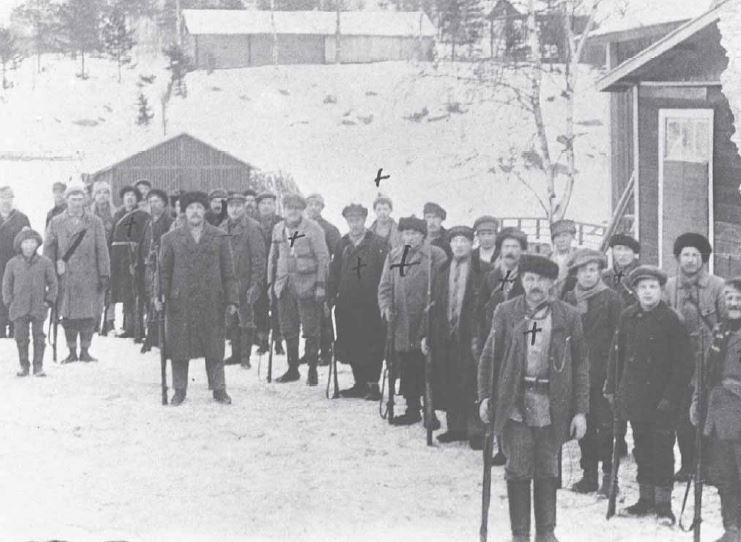
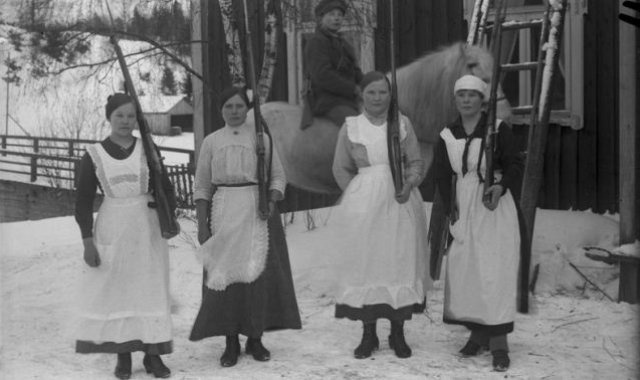
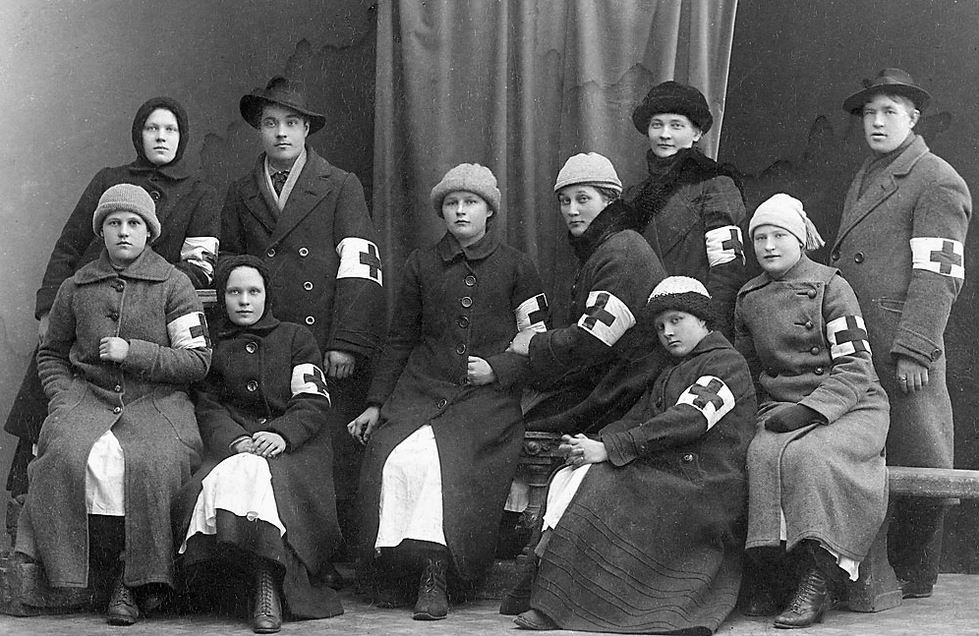